# Squid (vapen)
Squid (Svensk beteckning 30.5 cm augranatpjäs M/51) var ett brittiskt antiubåtsvapen som togs fram under andra världskriget. Den bestod av en granatkastare med tre eldrör som kunde slunga iväg tre sjunkbomber. 
De tre eldrören satt på en gemensam ram som kunde tippas till horisontalläge vid laddning. De var inte riktade parallellt, utan vridna så att de tre sjunkbomberna vid nedslaget bildad en liksidig triangel med 37 meters sida. Granatkastaren utlöstes automatiskt av sonarens avståndsmätare 250 meter från målet. De flesta fartyg hade två pjäser med överlappande eldområden.

## Användning

### Storbritannien
Pjäsen beställdes direkt från ritbordet 1942 och utprovades ombord på jagaren HMS Ambuscade i maj 1943. Från och med hösten 1943 installerades den på över 70 olika örlogsfartyg. Under andra världskriget användes den för att sänka 17 ubåtar varav den första, U 333, sänktes av fregatten HMS Loch Killin den 31 juli 1944.

### Sverige
Antiubåtspjäsen användes i Sverige på landskapsjagarna HMS Östergötland (J20), HMS Södermanland (J21), HMS Hälsingland (J23) och HMS Gästrikland, samt på kustjagare efter deras ombyggnad till fregatter.